# 孫泰 (東晉)
孫泰（4世纪?—398年），字敬遠。東晉道士。
孫泰師事錢塘（浙江杭縣）人杜子恭，學有祕術。子恭死，孫泰立為五斗米教教主，教徒廣布於南方。與其侄孫恩、孫恩妹夫盧循陰謀起義。隆安二年（398年）會稽內史謝輶揭發孫泰造反的陰謀，十二月，司馬道子誅殺孫泰，眾「聞泰死，惑之，皆謂蟬蛻登仙」，孫恩等餘眾流亡舟山群島。《南史·列傳第四十七》有傳。